# Гельман, Анна Дмитриевна
Анна Дмитриевна Гельман (урождённая Никитина; 18 февраля 1902, Бийск, Томская губерния — 29 марта 1991, Москва) — советский химик, исследователь плутония, позже — нептуния. Доктор химических наук, профессор, лауреат Сталинской премии (1949, 1953).

## Биография
Анна Никитина родилась 18 февраля 1902 года в г. Бийске Алтайского края в семье коренных сибиряков. Её отец был сплавщиком леса, мать — домохозяйкой и швеёй. В 1921-23 гг. Анна работала воспитательницей в детдоме г. Томска, самостоятельно изучала школьные учебники и в 1923 г. добилась направления на годичные школьно-методические курсы в г. Ленинград. В Ленинграде вышла замуж за пограничника, бывшего латышского стрелка Августа Ансовича Гельмана. С мужем ей пришлось жить в различных приграничных городах и поселках Сибири и Средней Азии, работать учительницей. У неё родилась дочка Майя, которая прожила только 2 года. В 1928 г. мужа переводят в Крым по состоянию здоровья, и в 1930 г. А. Д. Гельман поступает на естественное отделение Крымского пединститута (бывший Таврический университет). А. Д. Гельман отлично училась на кафедре химии, проходила практику на бромном заводе в г. Саки, в НИС’е природных материалов. Весной 1932 г. она похоронила мужа. Осенью 1932 г. окончила пединститут и как отличница была рекомендована в аспирантуру. Была аспиранткой И.И. Черняева в ЛГУ в 1932-36 гг, старшим научным сотрудником в НИХИ ЛГУ и по совместительству доцентом на кафедре неорганической химии ЛГУ в 1936-38гг.
В 1934 году выходит её первая работа — производственная инструкция ВИАМ, в ней автор-составитель указана как инженер А. Д. Никитина. По приглашению академика И. И. Черняева она становится докторантом ИОНХ’а в Москве (1938-41 гг) и после защиты докторской диссертации работает старшим научным сотрудником [2, стр. 83]. В 1943 г. А. Д. Гельман и А. Н. Фрумкин в комплексе Институтов (ИОНХ и Коллоидоэлектрохимический институт — сейчас ИФХЭ РАН) привлекается к участию в атомном проекте совместно с временно (до строительства комплекса на Соколе) размещенными на этой же площадке сотрудниками Лаборатории № 2. С 1945 года активно занималась исследованием химии тория, урана и трансурановых элементов. В конце 1948 года доктор химических наук профессор А. Д. Гельман была командирована на завод химического комбината «Маяк» для производства оружейного плутония. В 1949—1952 гг работает заместителем научного руководителя отделения аффинажа плутония на комбинате 817 (в настоящее время ПО Маяк).
С самого начала работала на химико-металлургическом производстве завода «В», где занимались имплементацией и отладкой технологии получения плутония. Организовала и руководила специальной исследовательской группой, которая отвечала за выделение плутония из облученного на реакторе А-1 урана и производство плутония на основных химических технологических операциях.  Архивная копия от 30 декабря 2021 на Wayback Machine Под руководством и при активном участии А. Д. Гельман на заводе «В» велась самая «грязная» и вредная работа по выделению плутония. Архивная копия от 30 декабря 2021 на Wayback Machine Основные научные исследования сделала в области процессов комплексообразования ряда металлов в водных растворах, стала автором технологии получения особо чистого плутония. За научные разработки отвечал коллектив сотрудников опытно-промышленного производства, которым руководили академики А. А. Бочвар, И. И. Черняев, доктора наук А. Д. Гельман, А. Н. Вольский, А. С. Займовский, и канд. хим. наук В. Д. Никольский.
За выполнение специального задания в 1949 году была награждена Сталинской премией.
После запуска завода «В» и отработки улучшенной технологии получения плутония, А. Д. Гельман работала руководителем отдела в центральной заводской лаборатории комбината. По работе она близко общалась с директором завода Б. Г. Музруковым, у которого в мае 1951 умерла жена, оставив его с двумя детьми. А. Д. Гельман вышла замуж за Б. Г. Музрукова. Когда в 1953 году ему предложили должность руководителя Главка министерства Среднего машиностроения, они переехали в Москву Архивная копия от 31 декабря 2021 на Wayback Machine.
По приглашению академика В. И. Спицына А. Д. Гельман продолжила карьеру в институте физической химии АН СССР как заведующая лабораторией химии трансурановых элементов.
В 1955 году Б. Г. Музрукову предложили возглавить Российский Федеральный ядерный центр — Всероссийский научно-исследовательский институт экспериментальной физики и он отправился в Саров, семья распалась, и в Москве с А. Д. Гельман осталась только дочь Музрукова — Лена, с которой их с момента знакомства связывали особо тёплые отношения. Архивная копия от 31 декабря 2021 на Wayback Machine
В Институте физической химии АН СССР коллектив учёных — Н. Н. Крот, А. Д. Гельман и М. П. Мефодьева — стал автором открытия семивалентного состояния плутония и нептуния, что привело к отказу от «актинидной гипотезы» Гленна Сиборга.
Открытие было внесено в Государственный реестр научных открытий СССР под № 96 с приоритетом от 28 ноября 1967 года.
В 1972 году за серию работ в области химии и технологии нептуния и плутония, выполненную в Институте физической химии АН СССР доктором химических наук А. Д. Гельман, доктором химических наук Н. Н. Кротом и кандидатом химических наук Ф. А. Захаровой, президиум Академии наук СССР присудил премию им. Д. И. Менделеева в размере 2000 руб.
В Москве вышли три книги А. Д. Гельман, посвящённые химии трансурановых элементов. Анна Дмитриевна на протяжении своей карьеры активно обучала молодых химиков; её ученики защитили диссертации, работают в ИОНХ, ИФХЭ РАН, на ПО Маяк.
А. Д. Гельман умерла 29 марта 1991 года в Москве, похоронена на Новокунцевском кладбище.